# Poney du Sri Lanka
Les poneys du Sri lanka, également nommés poneys de Delft, sont une population de poneys insulaires retournés à l'état sauvage, au Sri Lanka. Originellement, ces animaux ont été amenés par des Portugais sur l'île de Delft. 

## Histoire
Le Sri Lanka n'a pas de chevaux indigènes. Ces poneys font partie des 12 espèces introduites sur ces îles par l'être humain, et parmi elles, des 4 qui y sont retournées à l'état sauvage. Il semble qu'ils aient été amenés sur l'île de Delft par des Portugais, au XVIIe siècle, qui enseignent pour l'occasion le maniement du lasso aux habitants locaux. Ils aménagent les terres pour créer des terrains de pâturage, et amènent des chevaux et du bétail sur l'île. La présence de chevaux sur cette île est attestée en 1672 par Philip Baldeus qui visite Delft et y observe des chevaux, « multipliés dans le temps, d'un certain type très petit, mais robuste et apte à voyager sur les terrains pierreux et rocheux... Ils vivent dans la nature et sont capturés en les attrapant dans des pièges ou des cordes ». Les Hollandais utilisent cette île comme terre d'élevage et de commerce de chevaux. En 1812, Lt. Nolan est chargé de la gestion de la colonisation britannique de ces îles, et se voir confier la tâche d'élever les chevaux présents sur Delft. Il introduit de nouvelles bêtes pour répondre à la demande de la cavalerie britannique. Cependant, les ressources offertes par les pâturages locaux se révèlent insuffisantes pour accueillir la population équine sans cesse croissante. D'après l'Ambassadeur américain Crowe, qui visite l'île en 1954, aucune nouvelle introduction de chevaux n'a eu lieu depuis la période britannique, en 1824. 
Les Portugais, les Hollandais puis les Britanniques utilisent cette île comme terrain de pâture pour le bétail. À cause de la consanguinité, la taille des animaux s'est progressivement réduite. Certains poneys ont été déplacés et se trouvent désormais à Puttalam.

## Description

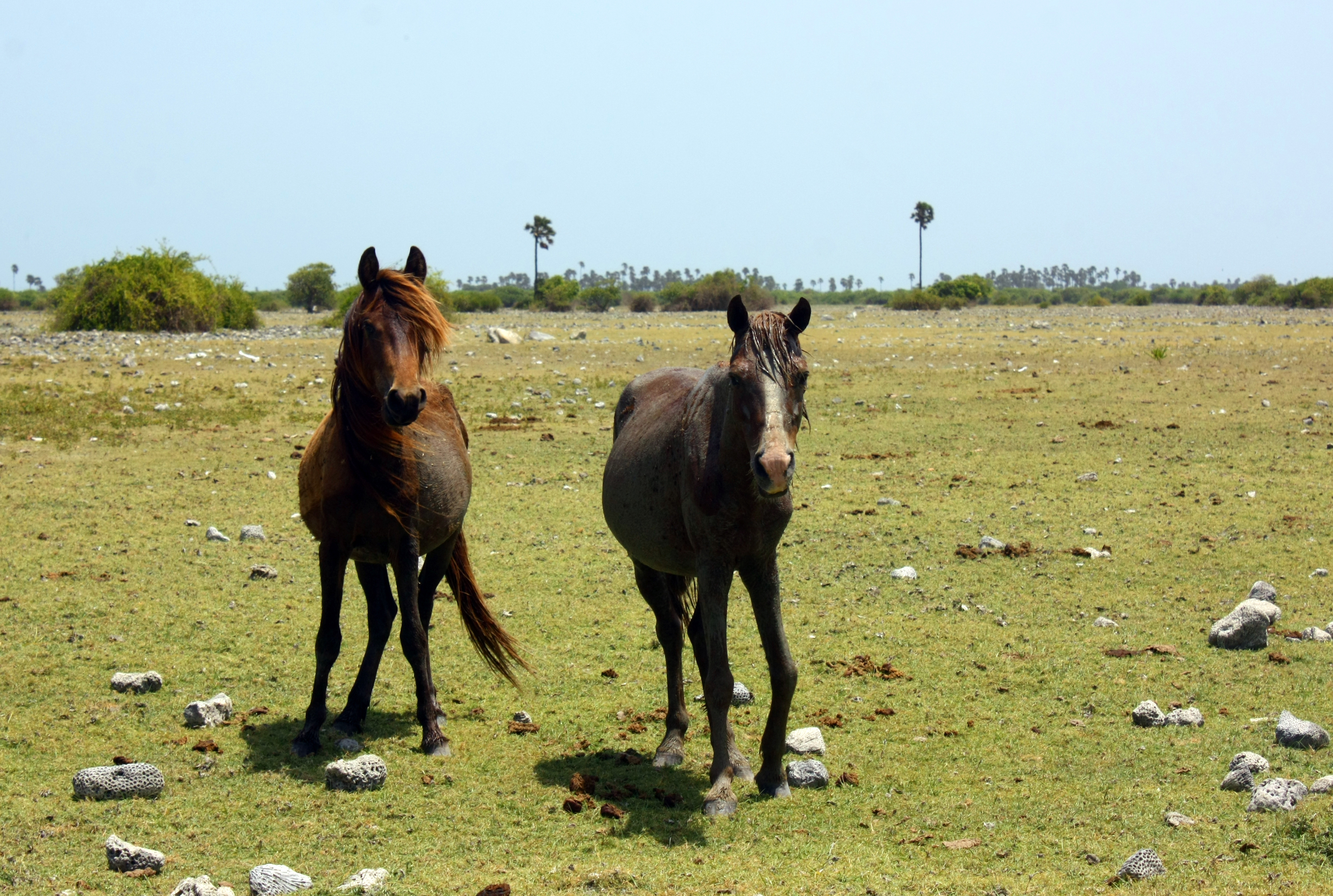
Deux poneys du Sri Lanka sur l'île de Delft.

Il est classé parmi les poneys. La FAO donne en 1979 une taille moyenne de 1,25 m pour les femelles et 1,30 m pour les mâles, pour un poids respectif de 150 et 200 kg. Les poulains pèsent environ 25 kg à la naissance. Il n'existe pas d'élevage saisonnier, la période de gestation semble durer environ un an.
L'île de Delft dispose de pâturages secs sur lesquels pousse une végétation rase, dont se nourrissent ces poneys. 

## Répartition
Ces poneys sauvages se trouvent sur l'île de Delft et à Puttalam. La population est très réduite. En 1992, 100 poneys sont comptabilisés, dont 25 mâles et 25 femelles. En 2010, on dénombre entre 500 et 600 poneys du Sri Lanka, avec une tendance à la diminution. Ces poneys sont en concurrence avec le bétail domestique pour l'accès aux pâturages. Ils forment désormais un argument touristique pour les visiteurs attirés par la présence de chevaux sauvages, mais ont peu de, voire aucune valeur commerciale en eux-mêmes.
Le poney du Sri Lanka est considéré par l'étude de l'université d'Uppsala menée pour la FAO (2010) comme une race asiatique locale en danger critique d'extinction. La race est indiquée comme étant en danger d'extinction sur DAD-IS.